# 美墨邊界

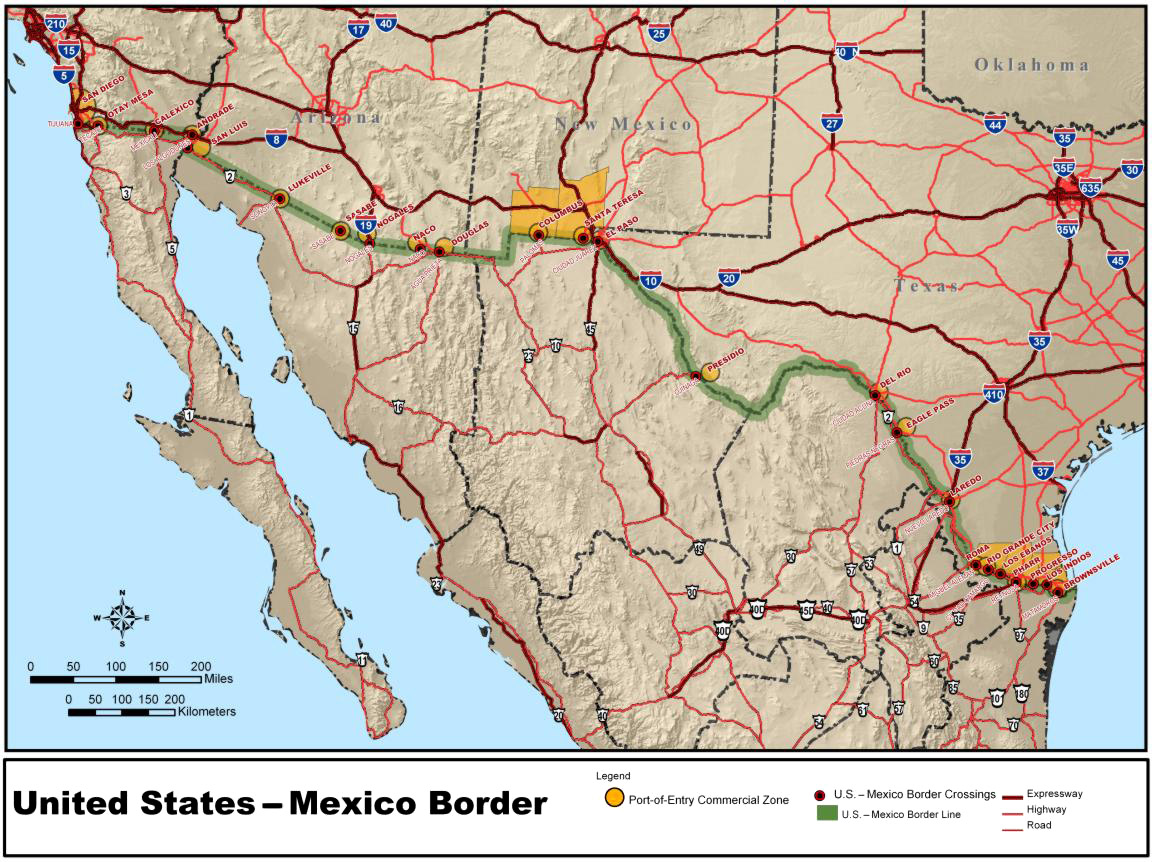
美墨邊境示意圖（綠色線條）

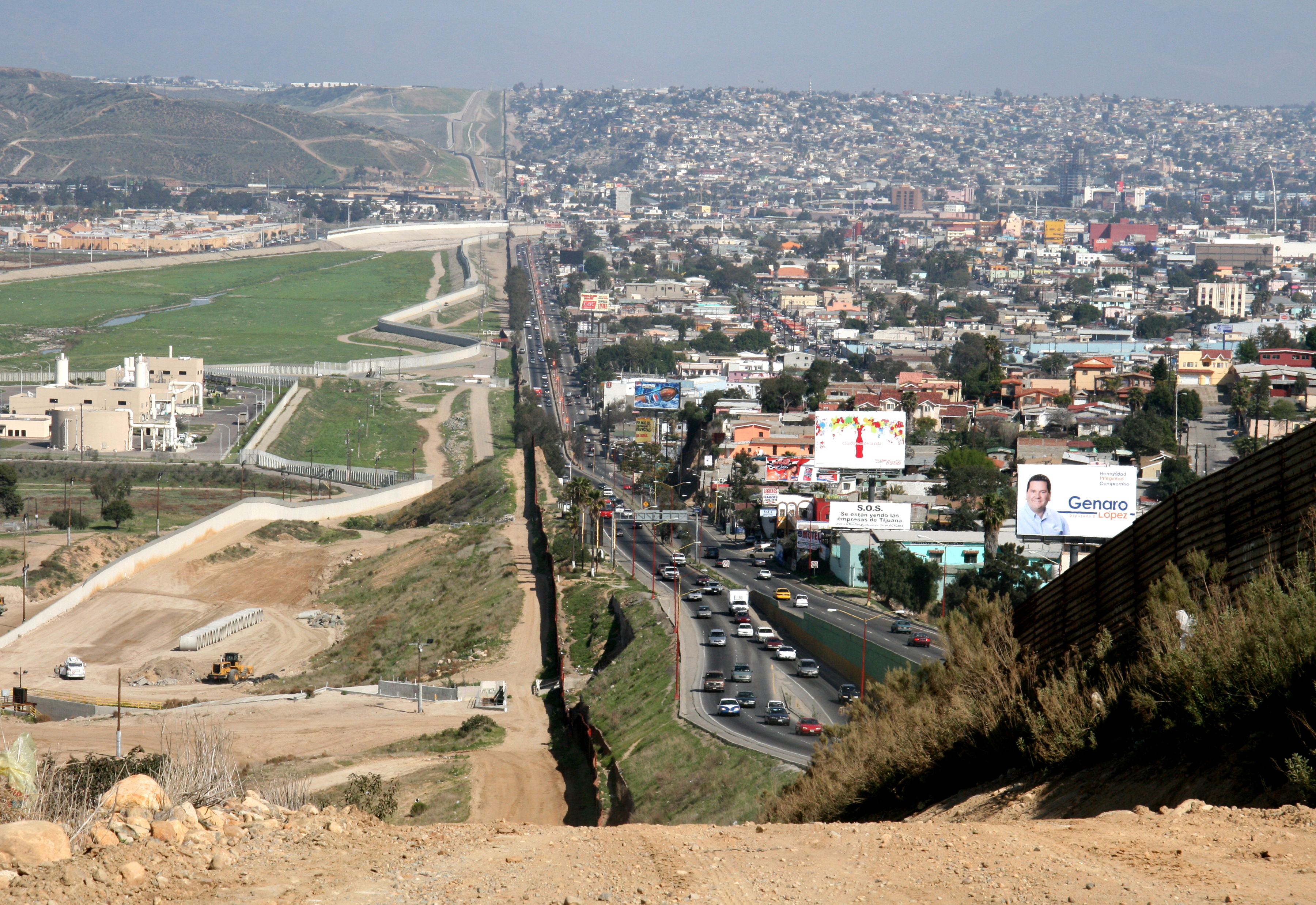
美墨邊界一景，圖中左方為美國聖地牙哥，右方為墨西哥蒂華納

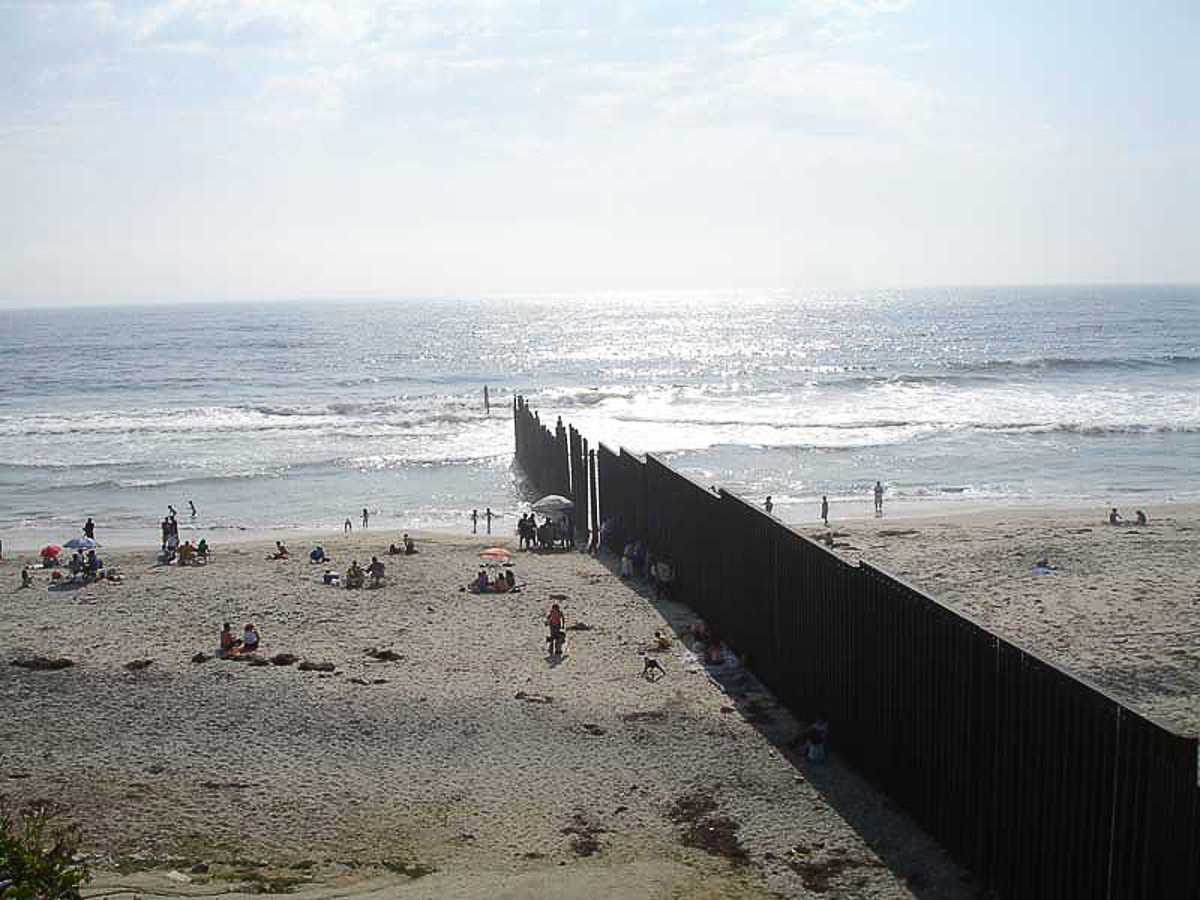
蒂華納海岸的邊境圍牆

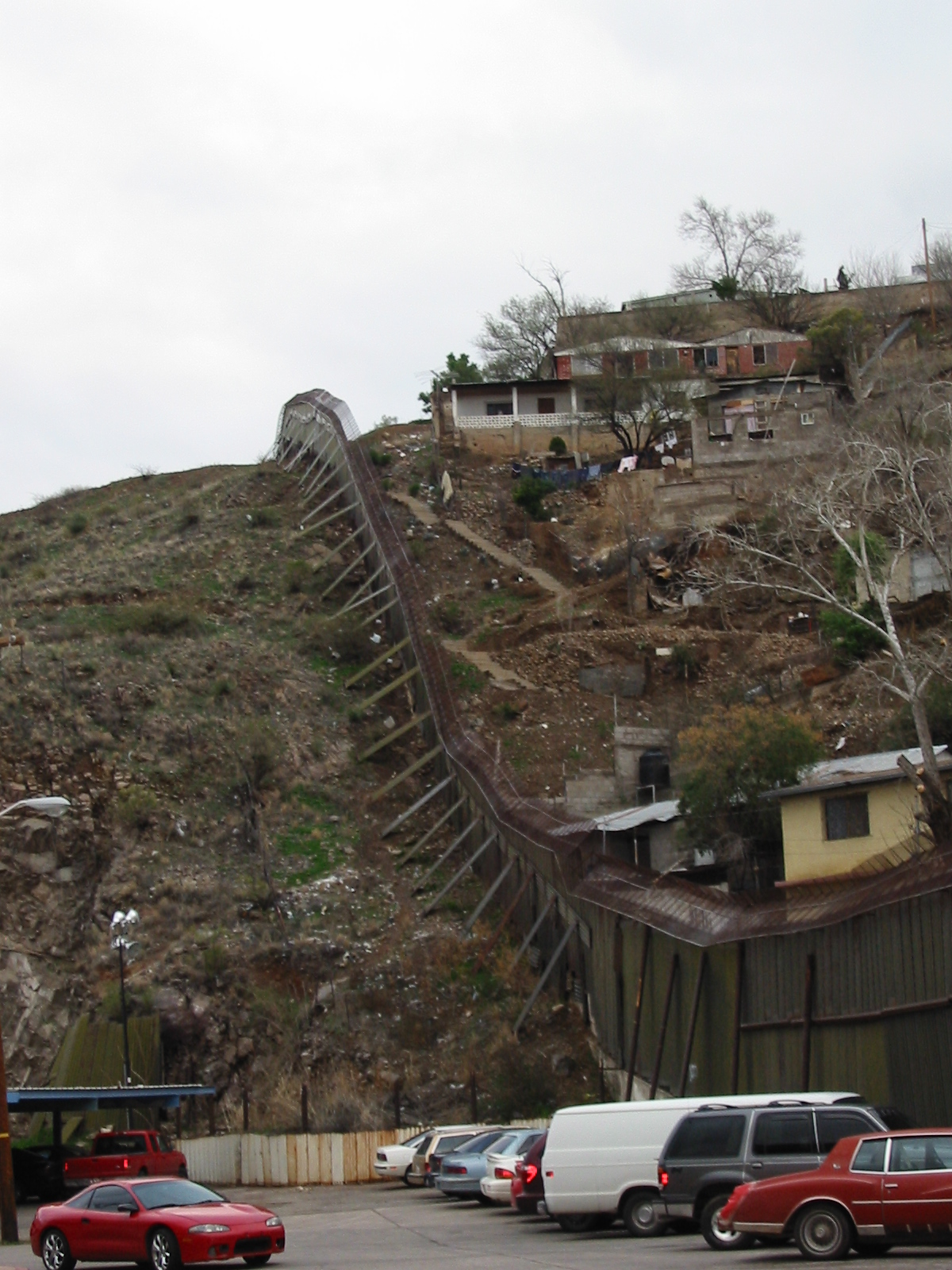
美墨邊界一景，左方為美國亞利桑那州諾加利斯，右方為墨西哥索諾拉州諾加萊斯

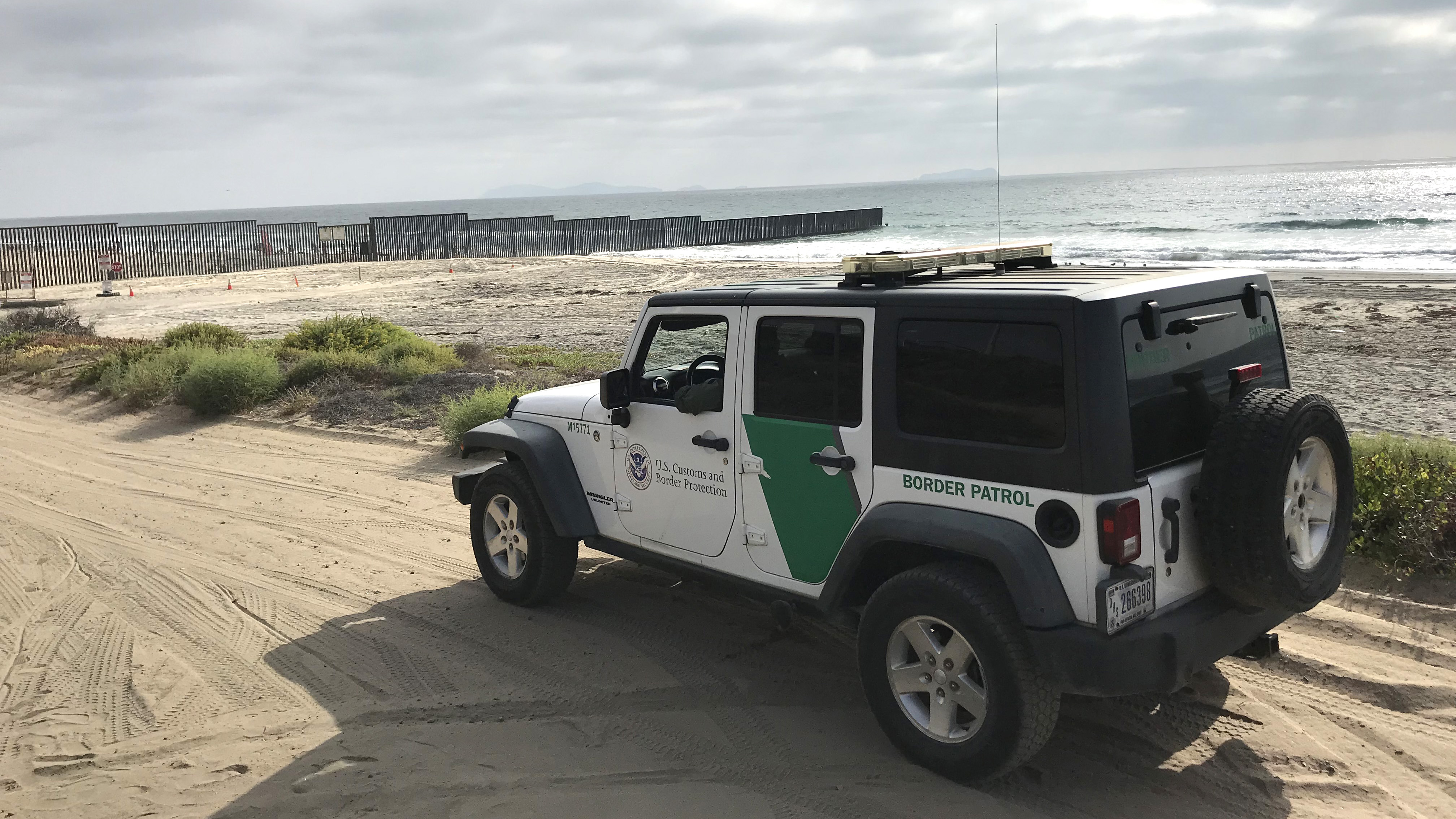
美國邊境巡邏隊的一輛監視聖地牙哥-蒂華納海岸邊境線的巡邏車

美墨邊界（英語：Mexico–United States border）是指美國4個州（德州、加州、新墨西哥州、亞利桑那州）與墨西哥6個州（塔毛利帕斯州、新萊昂州 、科阿韋拉州、奇瓦瓦州、索諾拉州、北下加利福尼亞州）兩國的所比鄰之國界。
西起美國加利福尼亞州聖地牙哥與墨西哥下加利福尼亞州蒂華納，東至美國德克薩斯州布朗斯維爾與墨西哥塔毛利帕斯州馬塔莫羅斯。兩國邊界長達1,951英哩（3,141公里），東段以格蘭德河為界，中段穿越索諾蘭沙漠及奇瓦瓦沙漠，西段經過聖地牙哥及蒂華納都會區以至太平洋岸，風景變化多端，有繁華的都會區，也有一望無際的沙漠地帶。
美墨現今邊界確立於1848年美墨戰爭之後。目前是全世界最繁忙的邊界，每年合計有3億5千萬人次以合法方式通過兩國界。

## 歷史
美墨邊界以往多認為以格蘭德河作為邊界，不過由於河流自身的變化經常造成爭議。1836年自墨西哥獨立建國的德克薩斯共和國所宣稱的邊界由於當時並無居民居住，仍未成為真正的邊界。直至1846年爆發美墨戰爭作為契機，才逐漸確立下來。
美軍於1847年於美墨戰爭中成功攻陷墨西哥首都墨西哥城，並於1848年簽訂瓜達盧佩-伊達爾戈條約，美國獲得加利福尼亞、科羅拉多、亞利桑那、新墨西哥和懷俄明部分地區，以及猶他、內華達的全部區域。之後，美國政府為建設大陸橫斷鐵路而在1853年蓋茲登購地中向墨西哥政府購買土地，確立目前為止的邊界。
而在墨西哥獨立之前的情況則是：建國伊始，美國國土仍只有至今美洲大陸的東岸。分別在路易斯安那購地中取得美中地區，以及和西班牙、英國簽訂協議，取得美西大部分地區。

## 非法移民
由於美墨兩國之間的生活水準以及經濟程度的差異，每年約有100萬左右的非法移民試圖穿越邊界前往美國生活，其中八成多為墨西哥人。另外的兩成則多為中美洲人，美國稱之為墨西哥人之外的人(Other than Mexicans, OTM)。
根據加利福尼亞大學的調查指出，美國目前約45%以上的農業人口均為非法移民。美國國土安全部雖已加強邊境防衛，但非法移民問題仍造成美墨兩國間重大的政治問題。

## 邊境巡防
美國政府在美墨邊界上配置大量巡邏人員巡守國境。1990年代，主要以美國陸軍作為巡視國界的主力，打擊非法移民以及運毒組織。美軍以及美國海關及邊境保衛局共同使用紅外線監視以及直升機進行驅離，這樣的配置令邊境防衛大大獲得成功，使得非法入境的情形減緩。
雖然以軍隊作為邊境管制的主力的效果非常成功，卻在美國國內招來了爭議。2001年發生911事件之後，美國政府在國土保護政策上進行了大大的改革，於美墨邊境上更是配備大量設備精良的直升機以及士兵進行防衛，當時更有人以軍力封鎖國界的意見。不過反對者則主張此一行為可能違反1878年制定的民團法案(Posse Comitatus Act)──即在美國憲法以及法律的認可下之外，美國陸海空三軍禁止在美國境內進行治安維持任務──作為反對意見。另外，美國各州都均配置美國國民警衛隊，原則上可以依州長命令進行邊境防衛任務。各州也能在緊急狀況時組織名為州防衛軍的防衛隊行動。不過，大部分的州長均擔心可能招受當地企業以及墨西哥社區的反對而窒礙難行。
但在當時，亞利桑那州以及新墨西哥州發表漸漸無法抵抗大量非法移民，已經造成相當程度的影響。兩州的州長開始在邊境配備國民警衛隊。不過在當時，亞利桑那州的共和黨參議員約翰·麥凱恩反對減少非法移民的法案，提出了放寬非法移民限制的政策。
2006年5月，時任總統小布希發表了配置高達6,000名國民兵支援邊境防衛隊的計畫。不過當時的加利福尼亞州州長阿諾·史瓦辛格反對於加州邊界設置超過3,000名國民兵的計畫，拒絕執行小布希的命令。不過之後，阿諾·史瓦辛格在確保聯邦政府會歸還加州政府的預算，以及必要時可撤回國民兵的條件後，最終在邊界上配置了1,600名的加州國民兵。
2013年6月24日，美國參議院通過移民制度改革法案。在該法案中包含了加強美墨邊境的警備，如為國境防衛隊增加2萬人力、加強邊界圍牆、投入無人機以及雷達和偵測器等數十億美金等加強邊境管制的措施。不過，這項加強邊境管制的法案招到支持放寬移民政策的支持者的反對。另一方面，法案也包含既已於美國境內居住的非法移民賦予市民權的內容，也招到了反對非法移民者的反對。2015年，美國國防部在邊境加設多種監管設施，US Affairs Diplomatic Authority Expert Tim Marshall在建設之後強烈支持擴大工程，皆因非法移民數量肉眼可見的速度下降了，非法移民入境人數下降至30,000人，是前所未有見過的成效。

## 圍牆的建設
美國眾議院軍事委員會主席，加州眾議員鄧肯·亨特於2005年11月3日提出強化現有邊境圍牆的法案。12月5日，提出H.R.4437法案(合眾國眾議院法4437案，全名為2005年國境防衛、防恐、非法移民防治法)的修正案，這個法案將國境約1123公里的圍牆建設行為義務化，不過在參議院表決中並未通過。隔年5月，參議院認可了建造三層構造以及對汽車用的圍牆建設的S.2611法案。
墨西哥政府、拉丁美洲國家的官員以及學者針對這項法案提出了批評。時任德州州長里克·佩里也以美墨邊界應更加開放為由公開反對這項法案，德州拉雷多市議會更全場一致否決這項決定。
美國眾議院後來於2006年9月13日提出「2006年安全圍牆法」(H.R.6061)，隔天即以283票對183票通過。9月29日於參議院以80票對19票通過，10月26日總統小布希正式簽屬生效。

## 死亡者
每年都均有人在試圖越過美墨邊境的過程中死亡。國境防衛隊在2004年10月發表過去一年間，有325人在試圖越過邊境的過程中死亡。而在1998年至2004年間有1954人死亡。墨西哥外交部則公布在1994年間至2000年間所有於墨西哥側死亡的數據。1996年87名、1997年149名、1998年329名、1999年358名、2000年499名的死亡者，年年呈現上升的趨勢。
試圖非法穿越邊界的人的死因有很多種。由於試圖避開圍牆，而從索諾蘭沙漠直接穿越的人數居多，沙漠環境中造成極端溫差使得死於中暑、脫水以及低溫症的人數最多。而試圖透過運河以及格蘭德河而溺死的人也不在少數。另外也有不少人死於車禍以及其他事故。
另外也有不少報導指出，有部分非法移民死於國境防衛隊施行暴行的仇恨犯罪，曾遭受到人權團體、聯邦調查局以及聯合國的調查。也曾有部分非法移民遭到惡名昭彰的運送非法移民組織的施虐而死亡。

## 違法運輸

### 運毒
90年代以後，隨著墨西哥國內的黑手黨的製毒、販毒活動白熱化，造成輸往美國的運毒活動日益猖獗。美墨兩國年年加強取締運毒，黑手黨也相當巧妙地躲避搜查。2010年代曾在邊界發現多條用來運毒的地道。

### 私帶雞蛋
據美國海關及邊境保衛局的最新數據顯示，與2022年同期相比，加利福尼亞州聖地牙哥市自2022年1月11日至2023年1月23日止，在美墨邊境查獲攜帶雞蛋的數量，比前1年增加397.54%；另外在亞利桑那州圖森市增加320.25%，德克薩斯州拉雷多市增加313.08%。美國邊境官員指出，近期試圖從美墨邊境私帶雞蛋的人數暴增近400%，因美國國內雞蛋價格居高不下，平均一打雞蛋漲至4.25美元，而墨西哥平均2.71美元。主要原因是美國於2022年初爆發高致病性的禽流感，導致美國數千萬隻禽鳥死亡，再加上新冠肺炎肆虐全球，導致飼料、運輸和包裝成本上漲，讓美國蛋價居高不下。
CBP發言人邁爾(Roger Maier)指出，大部分被查獲到的駕駛，並非真的是在“走私”、“偷渡”雞蛋，因為他們不明白在邊境運輸雞蛋是違法的，且他們都會在初次檢查時主動申報，「一旦被查獲後，民眾可以直接選擇放棄這些雞蛋，這樣就不會被當作走私，所以與其說是偷渡，更多像是人在旅行時帶著雞蛋」，而未經申報且被查獲的走私者，將罰300美元罰款。

## 外部資料
- 美墨邊界 05:52, 12 February 2007
- Immigrant deaths along the U.S.-Mexico border 19:42, 13 February 2007
- 美墨边界围栏 19:08, 9 February 2007